# Entomacrodus sealei
Entomacrodus sealei är en fiskart som beskrevs av Bryan och Herre, 1903. Entomacrodus sealei ingår i släktet Entomacrodus och familjen Blenniidae. Inga underarter finns listade i Catalogue of Life.